# 이그나시오 마에스트로
이그나시오 마에스트로(스페인어: Ignacio Daniel Maestro Puch, 2003년 8월 13일~)는 아르헨티나의 축구 선수로, 인데펜디엔테와 아르헨티나 연령별 대표팀에서 공격수로 활동하고 있다.

## 구단 경력
2023년 2월 10일, CA 사르미엔토를 상대로 프로 데뷔를 했다.